# Mory Traoré
Mory Traoré  est un acteur, réalisateur, et metteur en scène ivoirien. Il est président et fondateur, en 1989, du CARAS (Centre Africain de Recherche, Formation et Création en Arts du Spectacle et Communication) et enseigne à l'UFRICA (Unité de Formation Recherche en Information Communication et Arts) de l’Université d'Abidjan.

## Biographie
Après des études de droit et de sociologie à Paris, il est reçu au Conservatoire national supérieur d'art dramatique d'où il est reçu premier en 1974. Par la suite, de 1977 à 1980, il suit des cours de Théâtre nô à Kyoto puis à Tokyo.

## Expérience professionnelle
- De 1970 à 1974, il fait partie de plusieurs troupes théâtrales. Par la suite, il joue dans Le tiercé de Jack, Novalis, Le Faux-cul, Le docteur noir, Lulu´, Le comédien et son texte et Les Guérisseurs. Il a également réalisé deux films ( Le comédien et son texte en 1974 et L'homme d'ailleurs en 1979) .

- Il a également mis en scène plusieurs pièces de 1981 à 1989 et enseigne depuis 1985 à l'Université d’Abidjan.
- Il réalise en 1974, son premier court métrage : " Le comédien et son texte "
- Il réalise en 1979 au Japon, son premier long métrage : "L'homme d'Ailleurs".

## Publications
En plus de différents articles sur le théâtre et le cinéma dans La Revue Culturelle (Japon), La Revue du Cinéma (Japon), Africa International et Fraternité Matin (Côte d’Ivoire), il a publié : 
- Le poids de la ritualité du récit oral dans le cinéma d’Afrique noire, 1990Prix Italia
- Esquisse vers l’Eloge du Tribalisme, Université des Etudes Étrangères de Tokyo, 2000, Essai

## Site web
http://www.morytraore.net